# 625 Ксенія
625 Ксенія (625 Xenia) — астероїд головного поясу, відкритий 11 лютого 1907 року Августом Копфом у Гейдельберзі.